# Face of Fact
「Face of Fact」（フェイス・オブ・ファクト）は、日本の歌手、KOTOKOの楽曲。2002年11月1日に発売された。

## 概要
- 戯画より発売されたアダルトゲーム『BALDR FORCE』のオープニングテーマに起用されている。戯画への楽曲提供は「あちちな夏の物語り」[注 1]に次いで2曲目となった。
- 前述のゲームの初回特典CD『戯画オープニングサウンドトラック 2001-2002』として初めてCD化され[注 2]、2003年10月30日にリリースされたI've Girlsコンピレーション『LAMENT』に収録されて初めて市販CDとして発売された。2020年4月21日、ゲームソングコンピレーション『The Bible』に収録され、KOTOKOのアルバムに初めて収録された。
- 2006年、新バージョン「Face of Fact -RESOLUTION Ver.-」が『BALDR FORCE EXE RESOLUTION』のオープニングテーマとして使用され、シングルとしてリリースされた。

## 収録作品一覧
| 収録作品名                                                                       | 発売日         | 備考                                           |
| -------------------------------------------------------------------------------- | -------------- | ---------------------------------------------- |
| 戯画オープニングサウンドトラック 2001-2002                                       | 2002年11月1日  | オリジナル、カラオケ、リミックスバージョン収録 |
| BALDR FORCE ソフマップ購入特典CD 『BALDR FORCE サントラ with バル度チェッカー2』 | 2002年11月1日  | ショート、ショートカラオケバージョン収録       |
| BALDR FORCE EXE 特典CD 『BALDR FORCE ORIGINAL SOUND TRACK』                      | 2003年1月24日  |                                                |
| LAMENT                                                                           | 2003年10月30日 |                                                |
| DUEL SAVIOR 特典CD 『戯画オープニングサントラ Vol.2』                            | 2004年10月1日  |                                                |
| G.C.BEST -I've GIRL's COMPILATION BEST-                                          | 2012年6月29日  |                                                |
| 『BALDR MASTERPIECE CHRONICLE』予約特典CD                                        | 2017年4月21日  | 「Face of Fact -meteor shower mix-」として収録 |
| GIGA BEST ALBUM -戯画ベストアルバム-                                             | 2018年3月10日  |                                                |
| KOTOKO's GAME SONG COMPLETE BOX "The Bible"                                      | 2020年4月21日  |                                                |

## カヴァー
- 2004年7月19日 - 片霧烈火  - アルバム『天降ノ楽音』に収録されている。
- 2006年10月15日 - 佐藤ひろ美  - アルバム『ねこサウンドコレクション ボックス』、ベストアルバム『佐藤ひろ美 THE BEST -Sky Blue-』に「Face of Fact -feel arrange ver.-」として収録されている。PCゲーム『バルドねこフォース』オープニングテーマ。
- 2009年4月29日 - C.G mix - アルバム『pray』に収録されている。
- 2011年7月29日 - 詩月カオリ - アルバム『TRIBAL LINK-L』に収録されている。
- 2021年6月9日 - Outer - アルバム『Rebellious Easter』に「Face of Fact -The Red Angel mix-」として収録されている。

## Face of Fact -RESOLUTION Ver.-/undelete
『Face of Fact -RESOLUTION Ver.-／undelete』（フェイス・オブ・ファクト -レゾリューション ヴァージョン-／アンデリート）は、KOTOKO・川田まみのシングル。

### 概要
ジェネオンエンタテインメントより2006年3月1日に発売されたシングル。

「Face of Fact -RESOLUTION Ver.-」の原曲「Face of Fact」は、I'veが2003年10月30日に発売したインディーズ・アルバム「LAMENT」に収録されている。「undelete」は川田まみファーストアルバム「SEED」にも収録されている。

「Face of Fact -RESOLUTION Ver.-／undelete」は今まで発売した順番で数えるとKOTOKOの5作目のシングル、川田まみの3作目のシングルとなるが、ジェネオンエンタテインメントのKOTOKO、川田まみの両公式サイトでは枚数としてカウントされていない。

初回生産分には「BALDR FORCE EXE RESOLUTION」に登場するキャラクターが描かれているカードが一枚封入されていた。

品番はGNCA-0026。

### 収録曲
1. Face of Fact -RESOLUTION Ver.-
歌：KOTOKO
作詞：KOTOKO／作曲・編曲：C.G mix
  - OVA「BALDR FORCE EXE RESOLUTION」オープニングテーマ
2. undelete
歌：川田まみ
作詞：川田まみ／作曲：中沢伴行／編曲：中沢伴行、井内舞子
  - OVA「BALDR FORCE EXE RESOLUTION」エンディングテーマ
3. Face of Fact -RESOLUTION Ver.-（Instrumental）
4. undelete（Instrumental）